# Oscar Pettiford

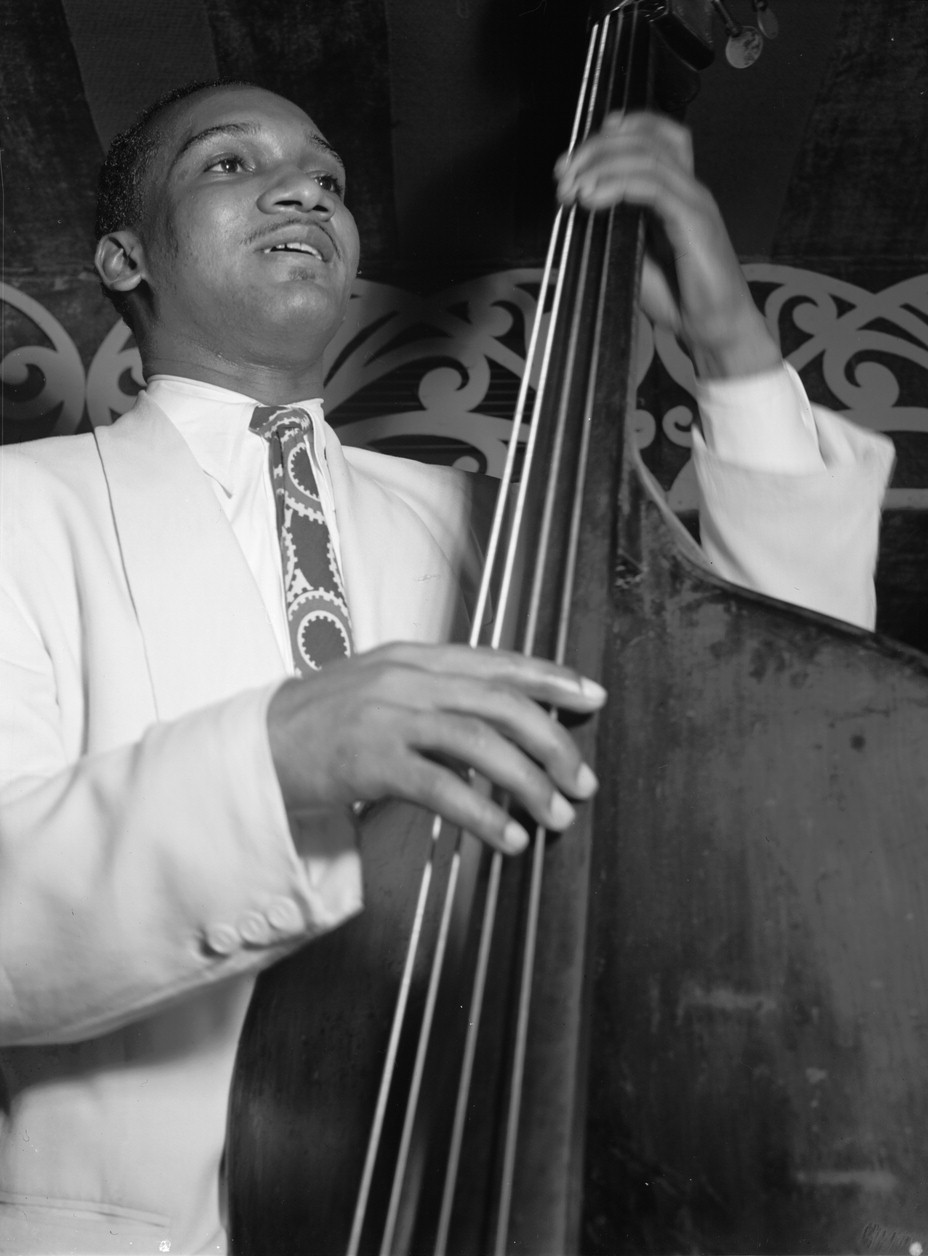
Oscar Pettiford tijdens een optreden in Aquarium, New York, circa november 1946 (foto:William P. Gottlieb)

Oscar Pattiford (bijnaam O.P.), (Okmulgee, 30 september 1922 – Kopenhagen, 8 september 1960) was een Amerikaanse contrabassist, cellist, componist en arrangeur in de jazz. Hij was naast Charlie Parker en Dizzy Gillespie een van de wegbereiders van de bebop.

## De beginjaren
Pettiford's werd in een Indianenreservaat geboren: zijn moeder was een Choctaw, zijn vader was half Cherokee, half Afro-Amerikaans. Op driejarige leeftijd verhuisde het gezin naar Minneapolis. Zijn vader, die dierenarts was, gaf zijn beroep op een bepaald moment op en begon een orkest, waarin zijn vrouw en (elf) kinderen gingen spelen. Oscar danste en zong in deze band, toen hij twaalf was speelde hij er piano om op zijn veertiende over te stappen op de contrabas. Op dit instrument ontwikkelde hij gaandeweg een heel eigen stijl, omdat de manier waarop andere bassisten speelden hem niet beviel. In 1937 werd hij ontdekt door twee musici uit het orkest van Cab Calloway, Milt Hinton en Ben Webster, die hem uitnodigden voor Calloway's band te spelen. In zijn vrije tijd speelde Pettiford in een club aan de Universiteit van Minneapolis en in 1939 speelde hij in een jamsessie in Minneapolis met onder andere Jerry Jerome en Charlie Christian. Vanaf 1941 toerde het familieorkest in het midden van Amerika tot het orkest door een huwelijk van een van Oscars zusters ermee.

## De jaren veertig

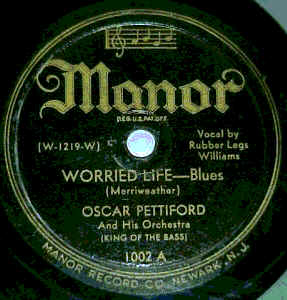
Een plaat van Oscar Pettiford, "Worried Life-Blues", met zang door Rubberlegs Williams, uit 1945

In 1942 ontmoette hij saxofonist Coleman Hawkins, de twee speelden een avond samen en sindsdien waren de twee vrienden. Pettiford speelde in lokale bands, tot hij begin 1943 door Charlie Barnet werd ingehuurd als tweede bassist (na Chubby Jackson): zijn eerste baan als professionele muzikant. In die tijd speelde hij ook op een jamsessie met Charlie Parker en Dizzy Gillespie, in Savoy Hotel in Chicago. Later dat jaar ging hij met de band van Barnet naar New York, kort daarop verliet hij het orkest om huisbassist te worden van Minton's Playhouse, in zekere zin de geboorteplek van de bebop. Na de eerste sessies in de club leidde hij in 1944 met Gillespie het eerste bebop-kwintet dat in de jazzclubs van 52nd Street actief was, in de groep speelden in de loop van de tijd Don Byas, Budd Johnson, George Wallington en Max Roach. Pettiford was inmiddels al een bekende naam geworden, dankzij opnames die hij maakte met Coleman Hawkins, met name het nummer "The Man I Love". In 1944 volgden opnames met onder meer Earl Hines, Tiny Grimes, Billie Holiday, Helen Humes, Louis Armstrong, Clyde Hart, Art Tatum, Ben Webster en Billy Eckstine. Tijdens een jamsessie met de Esquire All Stars werd een compositie van Pettiford gespeeld, "For Bass Faces Only", het nummer werd in de loop der tijd beroemd als een "One Bass Hit". In 1945 begeleidde hij met een orkest onder zijn leiding de blueszanger en danser Rubberlegs Williams, daarna speelde hij bij Boyd Raeburn. Dat jaar ging hij met Hawkins naar Californië, waar hij optrad in The Crimson Canary, een film die vooral ook bekend is door zijn jazz-soundtrack. Hij trad op met een All-Star-groep rond Vic Dickensen, Les Paul en Willie Smith en maakte opnames met onder meer Johnny Bothwell, Wynonie Harris en Johnny Otis.

## Naoorlogse jaren
Eind 1945 begon hij een eigen trio (met onder meer Spaulding Givens) en ging hij spelen in het orkest van Duke Ellington, als opvolger van de overleden Jimmy Blanton. Pettiford zou tot maart 1948 bij Ellington actief zijn. In 1948 speelde hij in de trio's van Erroll Garner en George Shearing. Hij leidde kort een All-Star-formatie in club The Clique (het latere Birdland), de groep met onder meer Milt Jackson, Buddy Powell en Kenny Clarke, speelde 'extreme bop". Hij speelde vijf maanden voor Woody Herman, trad op met Serge Chaloff, werkte samen met Louie Bellson en Charlie Shavers, en nam op met onder meer Duke Ellington. In die tijd speelde hij steeds meer cello, dit nadat een gebroken arm ertoe had geleid dat hij niet zo goed bas meer kon spelen. Volgens het blad "Der Spiegel" bespeelde hij het instrument niet op de gangbare wijze, maar meer "pizzicato". In de jaren vijftig speelde hij vooral als leider van bands, zo stuurde de United Service Organisations hem met zijn band voor optredens naar Korea en Japan. In 1955 stond hij langere tijd in Cafe Bohemia met een eigen groep. In 1958 opende hij met een kwintet de nieuwe club New Jazzspot. Tevens leidde een bigband, waarmee hij ook opnames maakte. De band had een ongewoon geluid, met een harp (bespeeld door Betty Glamann) en hoorns (Julius Watkins en David Amram). Als bandleider ontdekte hij Cannonball Adderley.

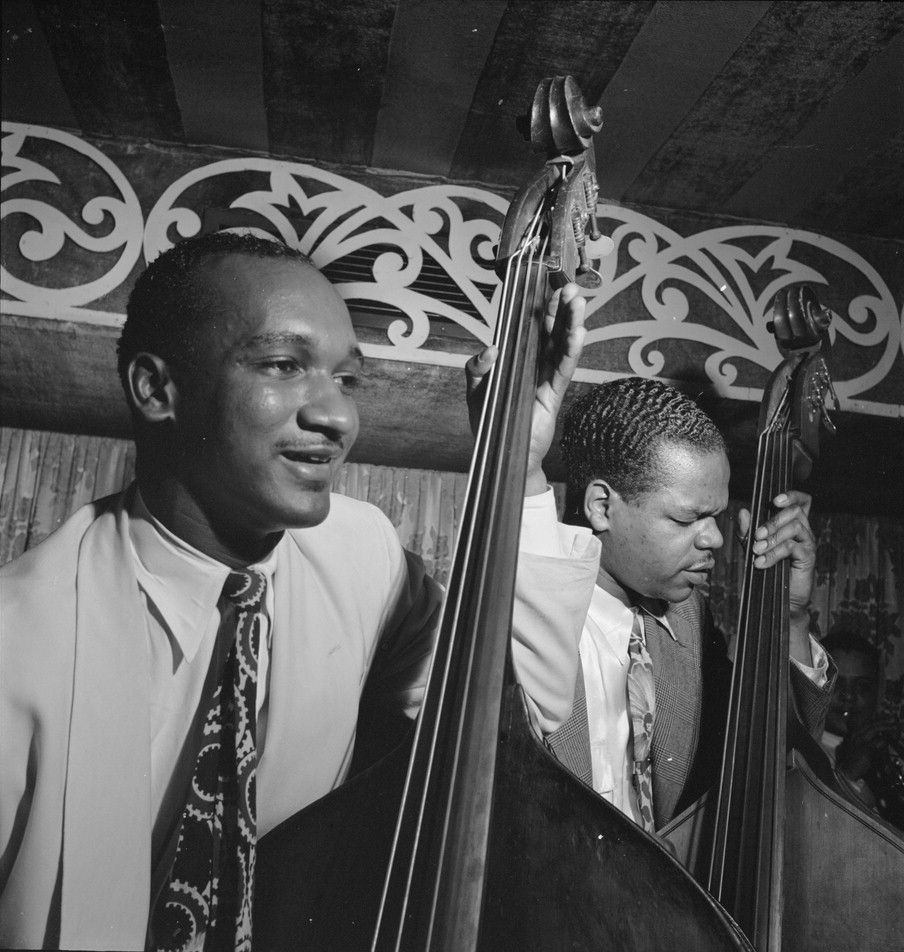
Oscar Pettiford (links) met Junior Raglin in Aquarium, New York, circa november 1946 (foto William P. Gottlieb)

## De jaren vijftig
In de jaren 50 was Pettiford een van de meestgevraagde bassisten voor opnames. Hij speelde mee op opnames van onder meer Miles Davis, Teddy Charles, Kenny Dorham, Art Blakey, Clark Terry, Lee Konitz, Sonny Stitt, Lionel Hampton, Ray Charles, Sonny Rollins, Mildred Bailey, Helen Humes en Helen Merrill. Hij maakte ook opnames met Charles Mingus (met Mingus op bas, Pettiford op cello) en Thelonious Monk (voor de eerste drie albums van Monk voor het platenlabel Riverside). In september 1958 kwam Pettiford voor een serie Jazz from Carnegie Hall-concerten, georganiseerd door Norman Granz, naar Europa. Hij bleef hier hangen en trad op met kleine groepen. In Parijs werkte hij met Donald Byrd en Bobby Jaspar, in Duitsland met onder meer Hans Koller. Tevens werkte hij hier samen met Amerikaanse musici die zich eveneens in Europa hadden gevestigd, waaronder Bud Powell en Kenny Clarke. Vanaf ongeveer 1958 woonde hij in Kopenhagen, waar hij, onder andere met Don Byas en Stan Getz, optrad in jazzclub Cafe Montmartre.

## Persoonlijk leven en overlijden
Pettiford was getrouwd met Jackie, met wie hij in februari 1960 een tweeling kreeg: Cellina en Celesta. Ruim een half jaar later, op 4 september, gaf Pettiford zijn laatste concert in Kopenhagen. Een dag later werd hij, verlamd, naar het ziekenhuis gebracht, waar hij in coma raakte. Op 8 september overleed de bassist, 37 jaar oud, aan de gevolgen van een virus, verwant aan polio.

## Discografie

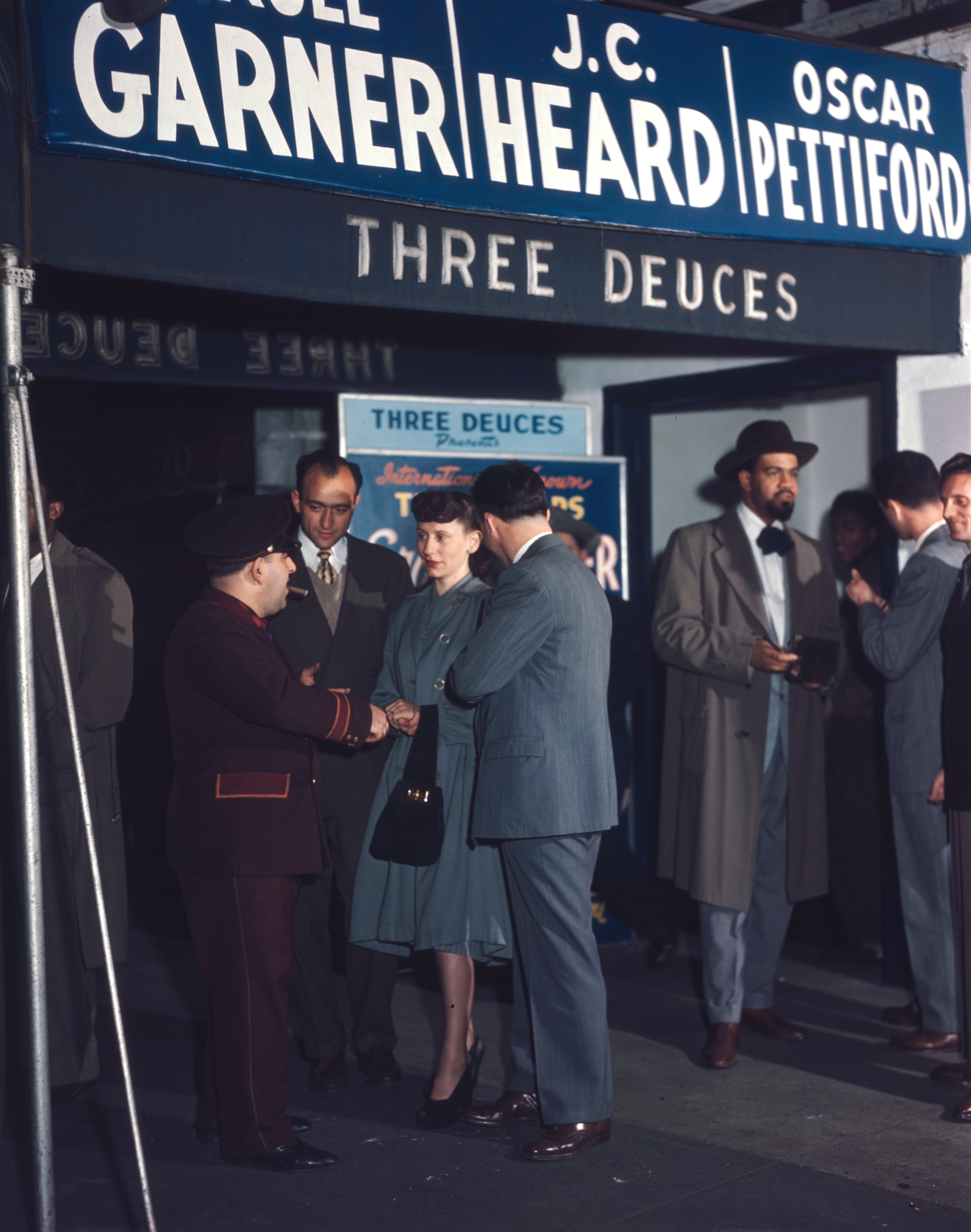
Oscar Pettiford speelde met Erroll Garner en J.C. Heard in nachtclub 3 Deuces, 52nd Street. Foto uit juli 1948, door William P. Gottlieb.

### Als leider
- Bass Hits (Topaz, 1943–46)
- The New Oscar Pettiford Sextet (Debut, 1953)
- Oscar Pettiford Sextet (Vogue, 1954)
- Oscar Pettiford (Bethlehem, 1954)
- Basically Duke (Bethlehem, 1954)
- Another One (Bethlehem, 1955)
- The Oscar Pettiford Orchestra in Hi-Fi (ABC-Paramount, 1956)
- The Oscar Pettiford Orchestra in Hi-Fi Volume Two (ABC-Paramount, 1957)
- Discoveries (Savoy, 1952-57 [1986])
- Winner's Circle (Prestige, 1957) met John Coltrane
- Vienna Blues – The Complete Session (Black Lion, 1959) met Hans Koller, Attila Zoller, Jimmy Pratt
- The Complete Essen Jazz Festival Concert, (Black Lion, 1960) met Coleman Hawkins, Bud Powell, Kenny Clarke
- My Little Cello (Debut, 1960), ook verschenen onder de titels Last Recordings of the Late Great Bassist en Montmartre Blues
- First Bass (IAJRC, 1953-60 [2000])

### Als 'sideman'
- Kenny Burrell: Swingin' (Blue Note, 1956 [rel. 1980])
- Art Blakey: Drum Suite (Columbia, 1957)
- The Birdlanders: Vol. 2 (OJC, 1954) met Kai Winding, Al Cohn, Tal Farlow, Duke Jordan, Max Roach, Denzil Best
- Sid Catlett: 1944–1946 (Classics)
- Teddy Charles: 3 for Duke (Jubilee/London,1957)
- Jimmy Cleveland: Introducing Jimmy Cleveland and His All Stars (EmArcy, 1955)
- Chris Connor & John Lewis Quartet: Chris Connor (Atlantic)
- Miles Davis: The Musings of Miles (Prestige)
- Miles Davis: Miles Davis Volume 1/Miles Davis Volume 2 (Blue Note, 1952–54)
- Kenny Dorham: Jazz Contrasts (OJC, 1957) Afro-Cuban (Blue Note, 1955)
- Duke Ellington: Carnegie Hall Concert January 1946 (Prestige)
- Duke Ellington: Carnegie Hall Concert December 1947 (Prestige); 1947–1948 (Classics), 1949–1950 (Classics), Great Times! (OJC, 1950) (met "Perdido", "Blues for Blanton")
- Tal Farlow: Jazz Masters 41 (Verve 1955–58); Finest Hour (Verve, 1955–58)
- Leonard Feather: 1937–1945 (Classics,1952–56)
- Dizzy Gillespie: 1945 (Classics)
- Urbie Green: East Coast Series Vol. 6 (Bethlehem, 1956)
- Jimmy Hamilton & The New York Jazz Quintet (Fresh Sound Rec.)
- Coleman Hawkins: Rainbow Mist (Delmark, 1944), The Hawk Flies High (OJC, 1957)
- Ernie Henry: Last Chorus (Riverside, 1956–57)
- Woody Herman: Keeper Of the Flame (Capitol, 1948–49)
- Earl Hines Trio: Fats Waller Memorial (Signature SI-l-lA/B etc.)
- Johnny Hodges: Caravan (Prestige, 1947–51)
- Helen Humes: 1927–1945 (Classics)
- Milt Jackson: Ballads & Blues (Atlantic, 1956)
- Milt Jackson: Plenty, Plenty Soul (Atlantic, 1957)
- Milt Jackson: "Soul Brothers" (met Ray Charles) (Atlantic 1958)
- Lee Konitz / Warne Marsh Quintet (Atlantic, 1955)
- Herbie Mann: Sultry Serenade (Riverside, 1957), Salute to the Flute (Epic, 1957)
- Helen Merrill: Helen Merrill (Emarcy, 1954), Dream of You (Emarcy, 1957)
- Thelonious Monk: Thelonious Monk Plays Duke Ellington (Riverside, 1955), The Unique Thelonious Monk (Riverside, 1956), Brilliant Corners (Riverside, 1956)
- Phineas Newborn, Jr.: Here Is Phineas (Atlantic, 1956)
- Joe Newman & Zoot Sims: Locking Horns (Rama, 1957)
- Leo Parker: Prestige First Sessions: Volume 1 (Prestige, 1950)
- Red Rodney: Red Rodney (ONYX 1957)
- Max Roach: Deeds, Not Words (Riverside, 1958)
- Sonny Rollins: Freedom Suite (Riverside, 1958)
- Charlie Rouse: Les Jazz Modes (Dawn, 1956)
- Sahib Shihab: Jazz Sahib (Savoy, 1957)
- Sonny Stitt:  Sonny Stitt Plays Arrangements from the Pen of Quincy Jones (Roost, 1955)
- Billy Strayhorn: Great Times! (Riverside, 1950)
- Art Tatum: The Art Of Tatum (ASV, 32-44)
- Clark Terry: Clark Terry (EmArcy, 1955)
- Lucky Thompson: Accent on Tenor Sax (FSR, 1954)
- Lucky Thompson: Tricotism (Impulse, 1956)
- George Wallington: The George Wallington Trios (Prestige, 1952–53)
- Julius Watkins: Julius Watkins Sextet (Blue Note, 1954–55)

- Bibsys: 2040248
- Biblioteca Nacional de España: XX1069659
- Bibliothèque nationale de France: cb13898427w (data)
- CiNii: DA15982509
- Gemeinsame Normdatei: 133111644
- International Standard Name Identifier: 0000 0000 8103 7921
- Library of Congress Control Number: n85098446
- MusicBrainz: 28f6d494-d44b-4bd3-aed9-1d4909875ca1
- Nationale Bibliotheek van Tsjechië: ola2002159539
- Nationale Bibliotheek van Israël: 987007359411205171
- Nederlandse Thesaurus van Auteursnamen: 100306225
- Réseau des bibliothèques de Suisse occidentale: 02-A003687827
- Istituto Centrale per il Catalogo Unico: MODV279550
- SNAC: w6df7c1p
- Système universitaire de documentation: 083974652
- Virtual International Authority File: 24788159
- WorldCat: E39PBJqfK3TCYqCDJwwKghHHmd